# محوطه جابر یوردی
محوطه جابر یوردی مربوط به عصر آهن است و در شهرستان ماهنشان، بخش مرکزی، دهستان قزل گچیلو، ۵۰۰ متری جنوب روستای اینچه سعید نظام واقع شده و این اثر در تاریخ ۲۷ بهمن ۱۳۸۷ با شمارهٔ ثبت ۲۴۶۰۱ به‌عنوان یکی از آثار ملی ایران به ثبت رسیده است.